# 田野畑交通
田野畑交通有限会社（たのはたこうつう）は、岩手県下閉伊郡田野畑村にあるタクシー・路線バス・貸切バスを運行する会社である。

## 沿革
- 1986年8月1日 - 国鉄バス撤退に伴い、三沢線十文字〜岩泉駅間運行開始。[要出典]
- 2003年4月1日 - JRバス撤退に伴い、机線が小本駅（現・岩泉小本駅）まで延長。[要出典]